# Битка код Фредериксбурга
Битка код Фредериксбурга одиграла се од 11. до 15. децембра 1862. године између снага Југа предвођених Робертом Лијем и Севера под генералом Емброузом Бернсајдом. Битка је део Америчког грађанског рата и завршена је победом Југа.

## Позадина
Да би одвојио снаге Југа од њихових база у Ричмонду, генерал Бернсајд је намеравао да са армијом (око 120.000 људи) пређе Репехенек код Фелмета, заузме Фредериксбург и дуж железничке пруге настави покрет ка Ричмонду. Предњи делови његове армије стигли су 17. новембра до Фелмета, а мостовски трен тек 25. новембра.

## Битка
У међувремену, генерал Ли је открио покрет снага Севера па је своју армију (78.000 људи) пребацио убрзаним маршом код Фредериксбурга и посео положаје западно од реке Репехенека. Пошто је изградио неколико мостова и снаге за прелаз реке поделио у три групе, почео је напад 13. децембра. Десна група под генералом Едвином Самнером прешла је реку код Фредериксбурга и напала снаге Џејмса Лонгстрита на источним падинама Мерис Хајтса. Лева група под генералом Вилијамом Френклином напала је јужне падине Мерис Хајтса. Артиљерија (147 оруђа) и средња група под командом Џозефа Хукера подржавали су прелаз десне и леве групе. После безуспешних напада десне и леве групе, Бернсајд је наредио њихово повлачење ближе реци у намери да следећег дана обнови напад. Међутим, ту одлуку је променио и 16. децембра повукао своје снаге на леву обалу реке.

## Последице
Губици: снаге Севера 12.600, снаге Југа 5.300.